# Forças Armadas da República Espanhola
As Forças Armadas da República Espanhola (Espanhol: Fuerzas Armadas de la República Española) foram inicialmente formadas pelos dois ramos militares seguintes da Segunda República Espanhola:
- Exército Republicano Espanhol (Ejército de la República Española (1931-1936) e Ejército Popular de la República Española (1936-1939)). Incluía o braço aéreo da Aeronáutica Militar.
- Marinha da República Espanhola (Marina de Guerra de la República Española), que incluía a aviação naval (Aeronáutica Naval).

## História
As Forças Armadas da República Espanhola passaram por duas fases claras durante a sua existência:
- A fase pré-Guerra Civil Espanhola, antes do golpe de Julho de 1936, que iria fraturar a instituição militar Espanhola.
- A reorganização das forças da Guerra Civil que permaneceram leais ao governo republicano estabelecido ditada pelas necessidades urgentes do momento.

### A Força Aérea
Na época das eleições municipais democráticas que levaram à proclamação da República Espanhola, a Força Aérea foi dividida em dois ramos, a Aeronáutica Militar e a Aeronáutica Naval, sendo o primeiro o ramo aéreo do Exército Republicano Espanhol e o último a aviação naval da Marinha Republicana Espanhola.
Em Setembro de 1936, o Ministério da Marinha e do Ar (Ministério da Marina e Aire) e a Subsecretaria do Ar (Subsecretaria del Aire), ambos fazendo parte do Ministério da Defesa Nacional (Ministerio de la Defensa nacional, foram estabelecidos sob o comando de Indalecio Prieto como ministro.
O ramo aéreo Republicano foi reestruturado novamente em Maio de 1937, durante a Guerra Civil. A nova estrutura unificou a Aeronáutica Militar e a Aeronáutica Naval. Algumas fontes dão essa data como a data da criação da Força Aérea da República Espanhola, embora já estivesse operando anteriormente sob seus dois ramos. A Força Aérea da República Espanhola manteria essa estrutura até a dissolução dois anos depois.